# حتى نهاية الليل
حتى نهاية الليل, فيلم جريمة أمريكي من إخراج ديفيد آير وتم إصداره في عام 2008 .
يعتمد الفيلم على سيناريو أصلي كتبه الكاتب جيمس إلروي في تسعينيات القرن العشرين . تم إصدار تكملة مباشرة للفيديو في عام 2011.

## ملخص
توم لودلو هو المحقق الأهم في قسم مكافحة الجرائم ، وهي وحدة متخصصة في إدارة شرطة لوس أنجلوس . كان مدمنًا على الكحول منذ وفاة زوجته، وفي أخر قضية ،فتح النار على المشتبه بهم، ثم قام بتغيير الأدلة قبل وصول التعزيزات لجعل إطلاق النار يبدو وكأنه دفاع عن النفس و ذلك  برعاية رئيسه جاك واندر،  الذي يبلغه أنه مهتم به. تيرينس واشنطن، شريكه السابق  أراد الإبلاغ عنه،  في قضية أخرى،عندما يظهر رجلان  و في تبادل إطلاق النار، يقتلان واشنطن.  أصابت إحدى رصاصات لودلو واشنطن عن طريق الخطأ. وهو الآن يواجه خطر تهمة إرتكاب جريمة القتل انتقاما.  لكنه مصمم على التحقيق في هذه القضية، و محاربة نظام شرطة فاسد حتى النخاع. سيتعاون بشكل غير رسمي مع ضابط شاب، بول ديسكانت، من أجل اكتشاف الشخص الذي أمر بالقتل.

## الورقة الفنية
- اللقب الفرنسي : في نهاية الليل
- لقب كيبيك : ملوك الشارع
- العنوان الأصلي : Street Kings
- تحقيق : ديفيد آير
- سيناريو : جيمس إلروي وكيرت ويمر Jamie Moss ، استنادًا إلى قصة بقلم جيمس إلروي
- موسيقى : غرايم ريفيل
- حَشد :جيفري فورد
- مدير التصوير : غابرييل بيريستين
- المنتجون : ألكسندرا ميلشان ، لوكاس فوستر، إيروين ستوف، جون ريدلي (إنتاج مشترك)
  - منتج مشارك :جوليان وول
  - المنتجون التنفيذيون : ميشيل ويسلر، بوب ياري
- شركات الإنتاج : Fox Searchlight Pictures ، Regency Enterprises ، 3 Arts Entertainment و Dune Entertainment III
- توزيع : فوكس سيرش لايت بيكتشرز (الولايات المتحدة)
- بلد المنشأ :  الولايات المتحدة
- اللغة الأصلية : إنجليزي
- جنس : محقق ، إثارة
- شكل : ملون ( تكنيكولور ) - 35 مم - 2.35:1
- ميزانية : 20 مليون دولار
- مدة : 104 minutes
- تواريخ الإصدار :
  - الولايات المتحدة :18
  - فرنسا :25
- التصنيف:[8]
  - الولايات المتحدة : R - مقيد
  - فرنسا : ممنوع على الأطفال دون سن 12 سنة

## توزيع
- كيانو ريفز (VF : جان بيير مايكل و VQ : دانيال بيكارد ) :المفتش توم "تومي" لودلو
- فورست ويتاكر (VF : تييري ديسروزيس و VQ : فرانسوا ليكوييه ) :الكابتن جاك كينج" يتجول
- هيو لوري (VF : فيودور أتكين و VQ : جان لوك مونتميني ) :الكابتن جيمس بيغز
- كريس إيفانز (VF :مايل دافان سولاس و VQ : أنطوان دوراند ) : المفتش بول "ديسكو" ديسكانت
- جاي موهر (VF :إريك أوبراهان و VQ : جان فرانسوا بوبري :الرقيب مايك كلادي، المعروف باسم "كلادي المتشرد"
- تيري كروز (VF : برونو هنري ) : المفتش تيرينس واشنطن
- نعومي هاريس (VF : مبيمبو و VQ : باسكال مونتبيتي ) :ليندا واشنطن
- شائع (VF : دانيال لوبي و VQ : بنوا روسو ) :كوتس
- سيدريك ذا إنترتينر (VF :فرانتز كونفياك و VQ : مانويل تادرس ) :وينستون "سكريبل"
- مارثا هيجاريدا (VF : كارولين فيكتوريا و VQ :كاثرين هامان) : غريس غارسيا
- جون كوربيت (VF : جان فرانسوا فليريك و VQ : مارك أندريه بيلانجر) : المفتش دانتي ديميل
- أموري نولاسكو (VF : لوران مورتو و VQ : فرانسوا تروديل ) : المفتش كوزمو سانتوس
- Cle Shaheed Sloan [الإنجليزية] (VF :جان بول بيتولين و VQ : سيباستيان دافيرناس  [لغات أخرى]‏ ) : فريمونت
- اللعبة (VF : سيدريك بوير) :شواية
- كليفتون باول :الرقيب جرين